# لوز وسكر
لوز وسكر (باليابانية: シートン動物記　くまの子ジャッキー) مسلسل رسوم متحركة ياباني (أنمي) من إنتاج شركة نيبون أنيميشن وإخراج يوشيو كورودا بدأ عرضه لأول مرة في اليابان في 7 يونيو 1977 واستمر حتى 6 ديسمبر 1977. تمت دبلجته سابقاً باسم بندق الدب الأسمر.

## قصة المسلسل
المسلسل يتحدث عن اثنين من الدببة هما لوز صاحب الروح المشاكسة والذي يحمي دائما أخته سكر من أي مخاطر، في حال ابتعادهم عن أمهم، وفي الجوار كانت توجد قبيلة هندية يعيش فيها الصبي الصغير مجد الذي تنشأ صداقة قوية بينه وبين الدب لوز وأخته سكر.
لكن تظهر الشخصية الشريرة في المسلسل وهو صخر الذي يخطط للقبض على أم الجروان الصغيران لبيعها بسعر كبير ولكن مخططاته تنقلب عليه حيث كادت الأم أن تنال منه لولا أن والد مجد قد أرداها قتيلة رغم أن صخر شرير إلا أنه في النهاية إنسان ويجب إنقاذه.
بعد مقتل أمهما، ينتقل الاثنان للإقامة معه وتمر الأيام بسعادة على الجميع، حتى يظهر صخر الشرير الذي لا يكف عن مطاردة لوز وسكر اللذان تضيق بهما الحياة ويفران إلى الغابة من جديد.

## الشخصيات
- لوز: هو جرو دبٍ صغير لونه بني.
- سكر: هي أخت لوز، وهي جروة دب صغيرة لونها أبيض.
- بينتو: هي الدبة الأم. وهي أم الجروين.
- مجد: هو فتى صغير يعيش في كوخ في الغابة.
- هشام: هو والد مجد وهو من إحدى القبائل الهندية.
- صخر: هو شخصية شريرة يهوى صيد الدببة.
- العم عاطف: هو رجل عجوز لطيف يبحث عن الذهب.
- نورة: هي فتاة صغيرة وصديقة نادر.
- رمزي: هو والد نورة، وهو مزارع في الريف.

## روابط خارجية
- لوز وسكر على موقع IMDb (الإنجليزية)
- لوز وسكر على موقع ألو سيني (الفرنسية)
- لوز وسكر على موقع قاعدة بيانات الفيلم (الإنجليزية)
- لوز وسكر على موقع ANN anime (الإنجليزية)